# M24 (天体)
座標:  18h 16m 8s, −18° 33′ 00″
M24は、いて座にある天の川の一部。他のメシエ天体と異なり、特定の天体ではない。NGC 6603はその領域に含まれる小さな散開星団である。

## 概要
昔から「スタークラウド」と呼ばれ、いろいろな観測者が記録を残している。肉眼でも見えるすばらしい光の塊である。双眼鏡でもすばらしい光の塊が見え、小口径でも面白い対象である。ただ、双眼鏡ではスタークラウドしか見えない。口径20cmになると視野一杯に微星がまるで洪水のように充満している姿を見ることができる。NGC 6603はスタークラウド内部の赤い星のすぐ北にある。NGC 6603を見るためには口径8cmの望遠鏡が必要であるが、口径6cmでは星雲状にしか見えない。分離して見るためには口径15cmの望遠鏡を必要とする。また周囲をよく見ると、暗黒帯がいくつも広がっている部分も確認することができる。

## 観測史
1764年メシエが発見し、「天の川の中に、星雲状のひろがりがいくつかのパートにわかれ、さまざまな明るさの星が見られる」と記している。ジョン・ハーシェルは、この中のNGC 6603を見て、「きわめて星が多く、よく集中している」と説明し、以降の混乱のもととなった。ドライヤーはメシエがこの6603を見たかどうか疑わしいと言っている。ワレンクイストはカタログからこのスタークラウドは除外した。